# Easy Rider (film)
Pour plus de détails, voir Fiche technique et Distribution.
Easy Rider (/ˈizi ˈɹaɪdɚ/) est un film américain réalisé par Dennis Hopper et sorti en 1969.
Road trip de deux motards épris de liberté à travers l'Amérique, le film est, en 1998, sélectionné pour conservation par le National Film Registry de la bibliothèque du Congrès pour son apport significatif au cinéma américain et à la culture des États-Unis. Il s'agit de la première réalisation de l'acteur Dennis Hopper, qui coécrit le scénario avec Peter Fonda et Terry Southern. Ce road movie est devenu un emblème de la génération hippie des années 1960-1970.

## Synopsis
Deux jeunes motards, Wyatt et Billy, décident de quitter Los Angeles après avoir vendu une grosse quantité de drogue. Ils projettent de participer à la célébration du carnaval de La Nouvelle-Orléans avec l'argent gagné.
Durant leur traversée des États-Unis sur leurs choppers, ils rencontrent une communauté hippie et découvrent son mode de vie. Arrêtés pour s'être joints sans autorisation à un défilé, ils sympathisent avec George Hanson, un avocat défenseur des droits civiques qui les accompagne dans la suite de leur périple. Les trois marginaux se confrontent alors à l'Amérique traditionnelle.

## Fiche technique
- Titre original et français : Easy Rider
- Réalisation : Dennis Hopper
- Scénario : Peter Fonda, Dennis Hopper et Terry Southern
- Musique : Roger McGuinn
- Photographie : László Kovács et Baird Bryant (en) (non crédité)
  - Cameraman : Les Blank
- Montage : Donn Cambern
  - Consultants : Henry Jaglom et Bruce Conner (non crédité)
- Production : Peter Fonda et Bob Rafelson (non crédité)
  - Producteur exécutif : Bert Schneider
- Sociétés de production : Pando Company Inc. et Raybert Productions (en)
- Société de distribution : Columbia Pictures
- Pays de production :  États-Unis
- Langues originales : anglais, espagnol, grec ancien
- Budget : 340 000 prévu pour 501 000 USD de dépense (estimation)
- Box-office : 41 728 598 USD
- Durée : 95 minutes
- Format : Mono - Couleurs, Noir et Blanc - 1.85 : 1 - 35 mm et 16 mm (scènes à La Nouvelle-Orléans)
- Dates de sortie :
  - France : 27 juin 1969
  - États-Unis : 14 juillet 1969 (New York)
  - Belgique : 2 janvier 1970 (Gand)
- Film interdit aux moins de 12 ans

## Distribution
- Peter Fonda (VF : Bernard Tiphaine) : Wyatt (Captain America)
- Dennis Hopper (VF : Pierre Trabaud) : Billy
- Antonio Mendoza : Jesus, le dealer mexicain
- Phil Spector : le dealer près de l'aéroport
- Mac Mashourian : le garde du corps du dealer
- Warren Finnerty : le propriétaire du ranch
- Tita Colorado : sa femme
- Luke Askew (VF : Paul-Émile Deiber) : l'auto-stoppeur

### La communauté hippie
- Luana Anders (VF : Anne Jolivet) : Lisa
- Sabrina Scharf (en) : Sarah
- Sandy Brown Wyeth : Joanne
- Robert Walker Jr. : Jack
- Michael Pataki : un mime
- Bridget Fonda : une enfant (non créditée)
- Carrie Snodgress : une femme (non créditée)

### Le poste de police
- Jack Nicholson (VF : Michel Roux) : George Hanson
- George Fowler Jr : Bob, le policier

### Le restaurant
- Hayward Robilard (VF : Claude Bertrand) : le client à la casquette
- Arnold Hess (VF : Gérard Hernandez) : le shérif

### Le bordel
- Toni Basil : Mary
- Karen Black (VF : Nelly Vignon) : Karen

### La camionnette
- David C. Billodeau
- Johnny David

## Production

### Genèse et développement

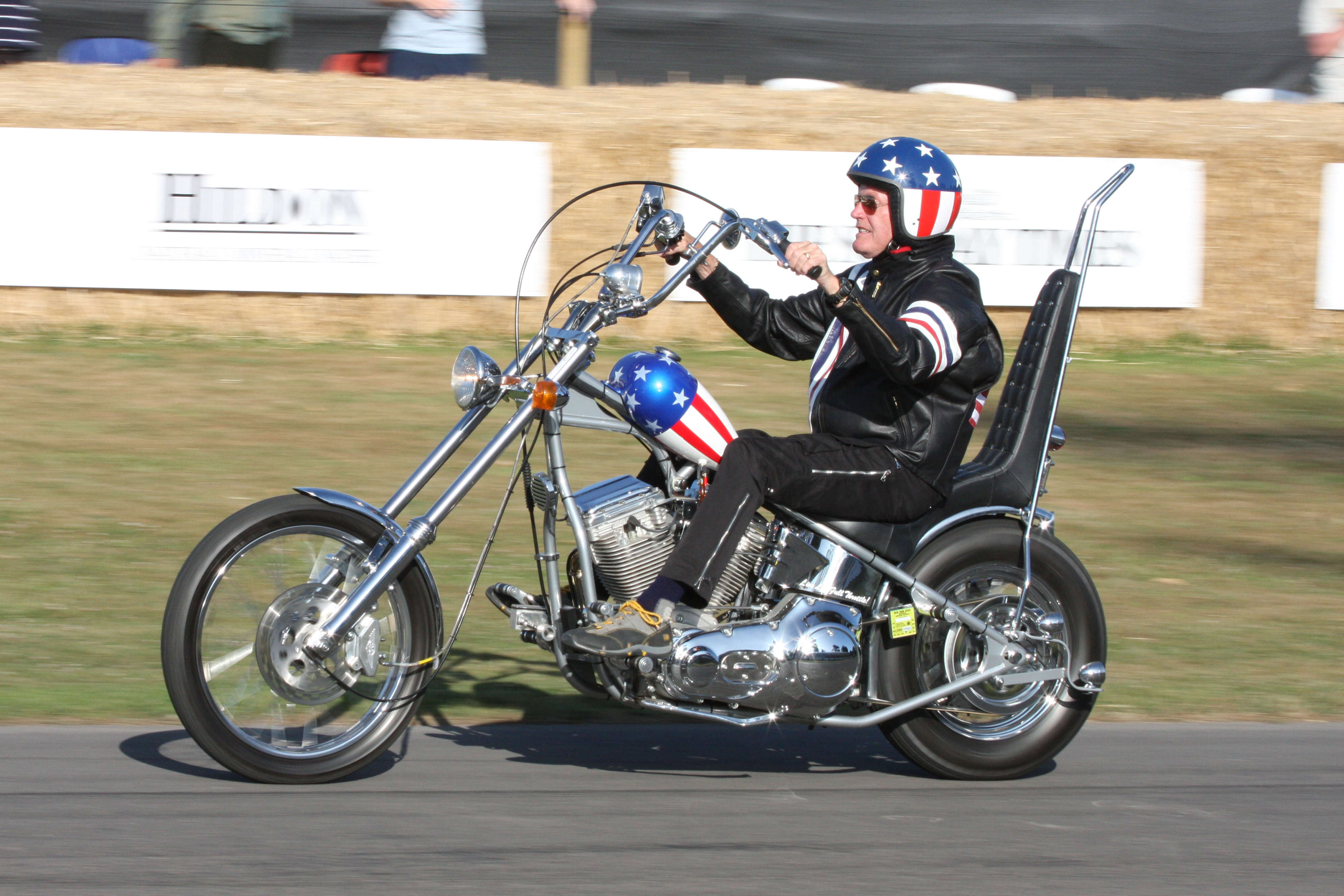
Peter Fonda en 2009 conduisant une réplique de la moto Captain America utilisée dans Easy Rider.

Selon l'interview du réalisateur Dino Risi disponible dans les bonus du DVD du film italien Le Fanfaron (II sorpasso), c'est le visionnage de son film par Dennis Hopper qui a fait naître chez le réalisateur américain l'idée d'un road movie, qui deviendra Easy Rider. Pourtant, l'impulsion originale vient de Peter Fonda qui, lors d'une promotion d'un film à Toronto fin 1967, a l'idée de ce road trip avec « deux mecs, des motos, du sexe, de la came et des bouseux en pick-up qui les flinguent » selon ses dires ; « Sex & Drugs & Rock'n'roll », devise du film, deviendra célèbre. Il téléphone à Dennis Hopper qui trouve l'idée géniale et revendiquera ensuite pendant des années l'idée du film.
À l'origine le film devait s'intituler The Loners (Les Solitaires). Malgré leurs origines bourgeoises, les deux acteurs, dans la trentaine, survolent le mouvement peace and love d'alors. Avec leur look débraillé, cheveux longs et pantalons déchirés, ils se mettent en quête d'un producteur et finissent par intéresser Bert Schneider, fils du patron de Columbia Pictures.
Le budget initial alloué par la production est de 350 000 dollars, somme dérisoire pour un film. L'idée du film et la production étant acquis, ils trouvent alors un scénariste en la personne de Terry Southern qui modifie le titre du film en « Easy Rider ».

### Choix des interprètes
Rip Torn est d'abord choisi pour incarner George Hanson mais, ayant pris de la drogue, il se bagarre avec Dennis Hopper, et se voit remplacé par Jack Nicholson.

### Tournage
Lorsque le tournage débute en février 1968 en plein carnaval de La Nouvelle-Orléans, les débuts sont déjà chaotiques : Dennis Hopper, qui vient d'apprendre que sa femme le quitte, est totalement hors de lui, insultant tout le monde jusqu'à entraîner la révolte des techniciens puis le départ d'une partie de l'équipe ; le scénario n'est pas complet et Terry Southern n'est plus là. La suite du tournage se passe au Nouveau-Mexique puis au Texas ainsi que dans d'autres endroits du pays. Le travail reste toujours aussi brouillon, seul Jack Nicholson connaît son texte.
Les motos Harley-Davidson Panhead sont personnalisées en chopper par l'accessoiriste du film qui en avait acheté trois en mauvais état pour les transformer de façon méconnaissable. Une des motos sera détruite pour la scène finale, les deux autres volées et démontées pour les pièces.

### Post-production
À la fin du tournage, Dennis Hopper pense avoir entre les mains un chef-d’œuvre. C'est Peter Fonda qui supervise durant deux mois le montage avec Donn Cambern, alors jeune monteur débutant. Ils en sortent un film de quatre heures et demie logiquement refusé par le producteur. Le film est une nouvelle fois découpé pour finalement arriver à 94 minutes. Le groupe Crosby, Stills, Nash and Young est appelé pour la bande-son, mais le quatuor est viré par Dennis Hopper. Celui-ci a l'idée de plaquer sur les images des chansons passant à la radio et c'est Peter Fonda qui établit une sorte de compilation musicale,.
Pour finir Peter Fonda et Dennis Hopper passèrent de longues années brouillés avant de pouvoir se réconcilier bien des années plus tard.

## Bande originale
L'album de la bande originale sort sur le label Dunhill Records à l'été 1969. Elle contient diverses chansons incluses dans le film de divers artistes comme Steppenwolf, The Byrds, Roger McGuinn ou encore The Jimi Hendrix Experience.
Easy Rider est également le titre d'une composition du groupe Iron Butterfly, durant les années 1960, et d'un album des Byrds contenant le morceau enregistré pour le film. Il a aussi inspiré un morceau à Jimi Hendrix portant le même nom. Le morceau cité de Jimi Hendrix est Ezy Rider, enregistré en décembre 1969 paru sur l'album The Cry of Love en 1971, mais sans aucun rapport avec celui du film Easy Rider[réf. souhaitée]. Quant au morceau d'Iron Butterfly, son titre exact est Easy Rider (Let The Wind Pay The Way). Le morceau est paru en 1970 sur l'album Metamorphosis.
La chanson The Weight n'est pas la version de The Band mais une reprise du groupe américain Smith pour des histoires de contrat.[réf. souhaitée]
Les chansons Little Eva et Flash, Bam, Pow ne sont pas sur l'album original mais seulement sur la bande son du film Easy Rider.

## Sortie et accueil
Lorsque le film est diffusé en compétition au festival de Cannes, le 13 mai 1969, il faut attendre une minute après la fin pour entendre un tonnerre d'applaudissements et voir le film triompher et remporter le prix de la première œuvre.
Le film sort en juillet aux États-Unis, avec des avis critiques partagés. En une semaine le budget du film est remboursé, en un an il rapporte vingt millions de dollars ; il rapportera finalement soixante millions de dollars, pour quelques centaines de milliers d'investissement, avec un dépassement raisonnable de budget prévu. Le film sera le troisième plus gros succès de l’année 1969 aux États-Unis derrière Butch Cassidy et le Kid et Macadam Cowboy.
Dans sa dernière interview donnée au magazine Première, Peter Fonda raconte que, rencontrant Groucho Marx, il avait découvert que celui-ci était fan du film.

## Distinctions
- Festival de Cannes 1969 : prix de la meilleure première œuvre pour Dennis Hopper.
- Oscars 1970 : nomination à l'Oscar du meilleur acteur dans un second rôle pour Jack Nicholson.

## Autour du film

### Naissance du Nouvel Hollywood

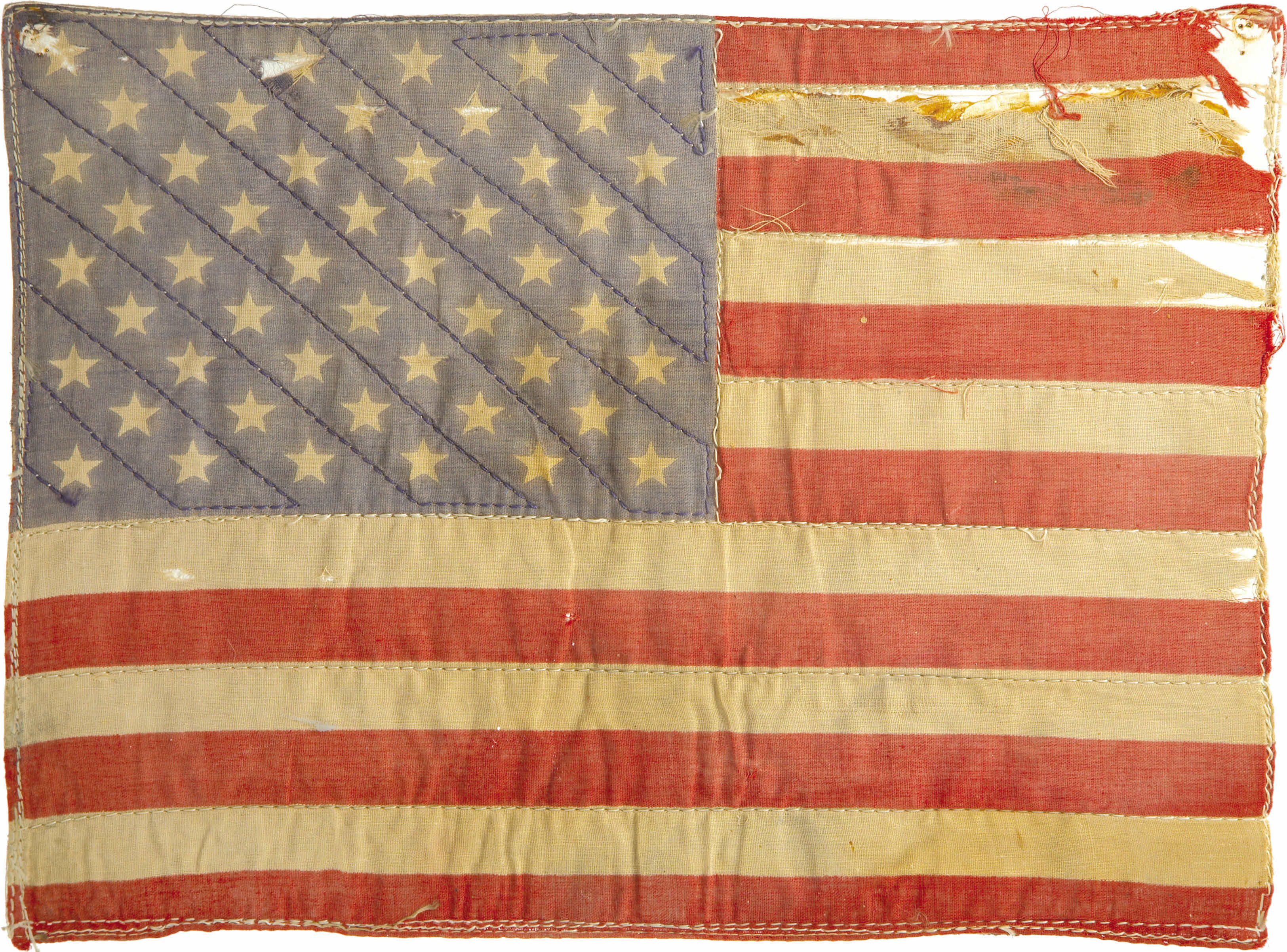
Le drapeau américain porté dans le film par Peter Fonda sur son blouson de cuir, vendu pour 89625 dollars en 2007.

Easy Rider marque la naissance du « Nouvel Hollywood », qui apparaît à la fin des années 1960. Il y a bien sûr des prémices avec des films tels que Bonnie and Clyde ou Le Lauréat. Mais c'est avec Easy Rider que le Nouvel Hollywood prend son envol et rompt avec le système de production classique bien rodé, en perte de vitesse à ce moment.
Ce mouvement cinématographique qui s'inspire du néoréalisme italien et de la Nouvelle Vague française s'inscrit dans la contre-culture américaine. Les jeunes réalisateurs américains s'emparent du principe de liberté mis en avant par la Nouvelle Vague, par la prise de pouvoir des réalisateurs sur les studios. Cette construction du récit et cette esthétique de l'image nouvelles vont influencer en retour le cinéma européen.
Le cinéma du Nouvel Hollywood devient le cinéma des réalisateurs et non celui des producteurs, un cinéma qui renoue avec le 7e Art et refuse le système de production de divertissements.
Mais cette tendance émane également du succès financier du film : ce succès est immédiat, dès sa sortie, et pour moins d'un demi-million de dollars dépensés, le film rapporte quarante fois la somme en un an. Tous les producteurs hollywoodiens souhaitent un film avec la contre-culture, la drogue ou la liberté, puisque le concept rapporte.

### Influences
L'influence, dans la mode de la fin des années 1960, des deux tenues de motards de Peter Fonda et Dennis Hopper est considérable aux États-Unis et en Europe. Le blouson avec le drapeau américain dans le dos de Fonda ou la veste à franges de Hopper sont, ces années-là, maintes fois repris.

### Selon Dennis Hopper
En 2008, Hopper déclare à propos de son film[source insuffisante] : 

« La prophétie d'Easy Rider était d'avoir mis tout notre argent dans le réservoir d'essence marqué du drapeau américain, qui a fini par exploser au bord de la route. Nous ne pensions pas, alors, qu'il y aurait des problèmes d'essence. »

#### Articles de presse
- François Forestier, « Sexe, drogues & Harley-Davidson », L'Obs, no 2855,‎ 25 juillet 2019, p. 61-65 (ISSN 0029-4713, lire en ligne).  (article payant).
- Camille Beglin, « La moto de Peter Fonda dans Easy Rider aux enchères », Le Figaro,‎ 18 septembre 2014 (lire en ligne, consulté le 28 juin 2020).

### Radio
- Antoine Guillot, avec Baptiste Villenave et Matthieu Orléan, « Easy Rider de Dennis Hopper (1969) », série « Comment les films changent le monde », France Culture, 29 juillet 2022.